# Henri Dapples
Pour les articles homonymes, voir Dapples.
Henri Arthur Dapples, né le 4 mai 1871 à Gênes en Italie, mort le 9 mai 1920 à Zurich en Suisse, est un joueur suisse de football. Il est un des premiers joueurs du club italien du Genoa Cricket and Football Club et l'un des vainqueurs du premier championnat d'Italie de football en 1898.

## Biographie
De nationalité suisse, d'origine bourgeoise, il était le fils d'un banquier lausannois et membre de la famille Dapples, originaire du canton de Vaud. Un rameau de cette famille s'était installé à Gênes en 1820 pour développer ses activités économiques.
Par ailleurs, il avait des liens familiaux avec plusieurs pionniers du football en Italie: ses oncles maternels Jean De Fernex, Charles De Fernex et Eugène De Fernex furent parmi les premiers joueurs de football à Turin.
Il étudie ensuite l'agronomie à Zurich avant de retourner à Gênes.
En 1903, il se retire du milieu footballistique à 32 ans.
Après sa retraite, Dapples s'installe à Grezzano, un hameau de Borgo San Lorenzo, en Toscane, dans une villa donnée par son oncle, Edmond Dapples, ancien chirurgien à la retraite.
Il épouse en 1917 sa cousine Henriette, mais le couple n'ont pas d’enfants.
Atteint d’un carcinome, il retourne en Suisse pour se faire soigner, mais il y meurt le 9 mai 1920 dans une clinique de Zurich.

## Carrière de footballeur
Avec le Genoa, il participe aux campionati di calcio italiani, dont le tout premier, en remportant en tout cinq.
Après celui remporté de 1898, il remporte également ceux de 1899, 1900, 1902 et 1903.

### La Palla Dapples
Après son retrait du football, Henri Dapples mit en jeu un trophée en argent massif, la célèbre Palla Dapples, un ballon de football de taille réelle. Cette coupe prestigieuse fut disputée entre plusieurs équipes italiennes pendant six ans.

### La Challenge Cup – Un trophée retrouvé
Dans les années 1910, le Genoa lui confie la "Challenge Cup", également connue sous le nom de "Coppa Duca degli Abruzzi", un trophée attribué au club vainqueur des trois premiers championnats d'Italie.
Après sa mort, la coupe disparaît et n'est retrouvée qu'en 2018, lorsqu'elle est rachetée et exposée au musée du Genoa.

## Palmarès
- Championnat d'Italie (5) :
  - Vainqueur : 1898, 1899, 1900, 1902 et 1903 (Genoa).